# Cytora depressa
Cytora depressa är en snäckart som beskrevs av Gardner 1968. Cytora depressa ingår i släktet Cytora och familjen Pupinidae. Inga underarter finns listade i Catalogue of Life.